# Premna balakrishnanii
Premna balakrishnanii là một loài thực vật có hoa trong họ Hoa môi. Loài này được A.Rajendran & P.Daniel miêu tả khoa học đầu tiên năm 1992 publ. 1997.